# 고양이 카페

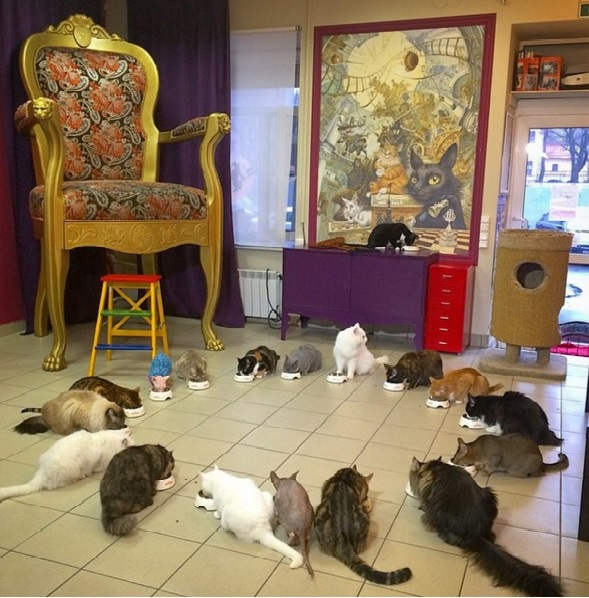
러시아 상트페테르부르크에 위치한 고양이 카페 "캣 리퍼블릭"

고양이 카페(cat café)는 실내에 고양이를 풀어 놓아 고양이와 접촉 시간을 제공하는 형태의 카페이다. 테마 카페의 일종이다.

## 역사
세계 최초의 고양이 카페는 1998년 대만의 타이베이에 생긴 '고양이 꽃밭 (貓花園)'이다. 일본에서는 2004년 개점한 오사카 '고양이의 시간'이 첫번째다. 2004년 오사카에 생긴 '고양이의 시간'은 고양이나 개 등의 애완동물을 키울 수 없는 일본 특유의 좁은 집 형태로 인해 더욱 인기를 끌게 되었다.

## 개요
카페의 일종이지만 고양이와 시간을 보내는 것을 목적으로 한다. 일반적으로 카페에 몇 마리의 고양이가 풀어 놓아져 있으며, 이용자는 거기에서 식사하거나 고양이와 시간을 보낸다. 고양이와의 접촉이 가능한 장소와 식사 공간이 분리되어 있는 곳도 있다.

## 같이 보기
- 애견 카페
- 보드 게임 카페